# Michael Hügli
Michael Hügli (* 30. November 1995 in Seedorf UR) ist ein Schweizer Eishockeyspieler, der seit Juli 2022 beim Lausanne HC aus der Schweizer National League unter Vertrag und dort auf der Position des Flügelstürmers spielt.

## Karriere
Hügli wuchs in Berikon am Mutschellen auf. Er entstammt der Nachwuchsbewegung des EHC Wettingen-Baden und wechselte im Verlauf seiner Juniorenzeit in die Nachwuchsschmiede des Zürcher SC. Im Sommer 2010 wechselte der Stürmer zum EV Zug, war Leistungsträger bei den Junioren und gab während der Saison 2013/14 seinen Einstand in der National League A (NLA) für den EVZ. Seine erste Partie in der NLA bestritt Hügli am 8. Oktober 2013 gegen den HC Ambrì-Piotta. Im Spieljahr 2014/15 kam Hügli teils mit einer B-Lizenz für den SC Langenthal in der National League B (NLB) zum Einsatz.
Auf die Spielzeit 2015/16 hin wechselte Hügli zu den SC Rapperswil-Jona Lakers in die NLB. Dort ergatterte sich der Stürmer einen Stammplatz. Hügli war massgeblich am NLA-Aufstieg der Lakers in der Saison 2017/18 und am Gewinn des Schweizer Cups beteiligt. Bereits im Januar 2018 hatte er seinen Wechsel zum EHC Biel angekündigt. Beim EHCB war der Flügelangreifer in den folgenden vier Spielzeiten in der NLA aktiv, ehe er zur Saison 2022/23 zum Ligakonkurrenten Lausanne HC wechselte, bei dem er einen Fünfjahresvertrag unterzeichnete. Mit dem LHC erreichte er in den Frühjahren 2024 und 2025 die Vizemeisterschaft.

### International
Hügli spielte für die Schweiz in den Altersklassen U16, U17, U18, U19 und U20. Zum Jahreswechsel 2014/15 nahm er mit der Schweizer U20-Nationalmannschaft an der U20-Junioren-Weltmeisterschaft 2015 in Kanada teil. Zuvor hatte er sein Heimatland bereits beim Ivan Hlinka Memorial Tournament 2012 und der U18-Junioren-Weltmeisterschaft 2013 vertreten.
Sein Debüt in der Schweizer A-Nationalmannschaft gab der Angreifer im Verlauf der Saison 2018/19.

## Erfolge und Auszeichnungen
| - 2014 Bester Torschütze der Elite-Junioren-Hauptrunde - 2018 Schweizer Cupsieger mit den SC Rapperswil-Jona Lakers - 2018 Topscorer des Schweizer Cups | - 2018 Meister der Swiss League und Aufstieg in die National League mit den SC Rapperswil-Jona Lakers - 2024 Schweizer Vizemeister mit dem Lausanne HC - 2025 Schweizer Vizemeister mit dem Lausanne HC |

## Karrierestatistik
Stand: Ende der Saison 2024/25

### International
Vertrat die Schweiz bei:
- Ivan Hlinka Memorial Tournament 2012
- U18-Junioren-Weltmeisterschaft 2013
- U20-Junioren-Weltmeisterschaft 2015

(Legende zur Spielerstatistik: Sp oder GP = absolvierte Spiele; T oder G = erzielte Tore; V oder A = erzielte Assists; Pkt oder Pts = erzielte Scorerpunkte; SM oder PIM = erhaltene Strafminuten; +/− = Plus/Minus-Bilanz; PP = erzielte Überzahltore; SH = erzielte Unterzahltore; GW = erzielte Siegtore; 1 Play-downs/Relegation; Kursiv: Statistik nicht vollständig)